# لانه‌کن چشم‌سفید
لانه‌کن چشم‌سفید (نام علمی: Trogon comptus) نام یک گونه از سرده لانه‌کن‌های اصلی است.